# Астрономія на Мальті
Астрономія на Мальті представлена такими організаціями, як просвітницьке Астрономічне товариство Мальти, Інститут космічних наук та астрономії Мальтійського університету та розташована на даху житлового будинку Обсерваторія Флейрстар. Історія мальтійської астрономії включає цікавий з археоастрономічної точки зору храмовий комплекс Мнайдра, скандально відомі (частково фальсифіковані) спостереження комет Жан-Огюстом Данго у 1780-х роках і відкриття нових туманностей Вільямом Ласселлом і Альбертом Мартом у 1860-х роках за допомогою найбільшого в світі на тот момент пересувного телескопа.

## Археоастрономія

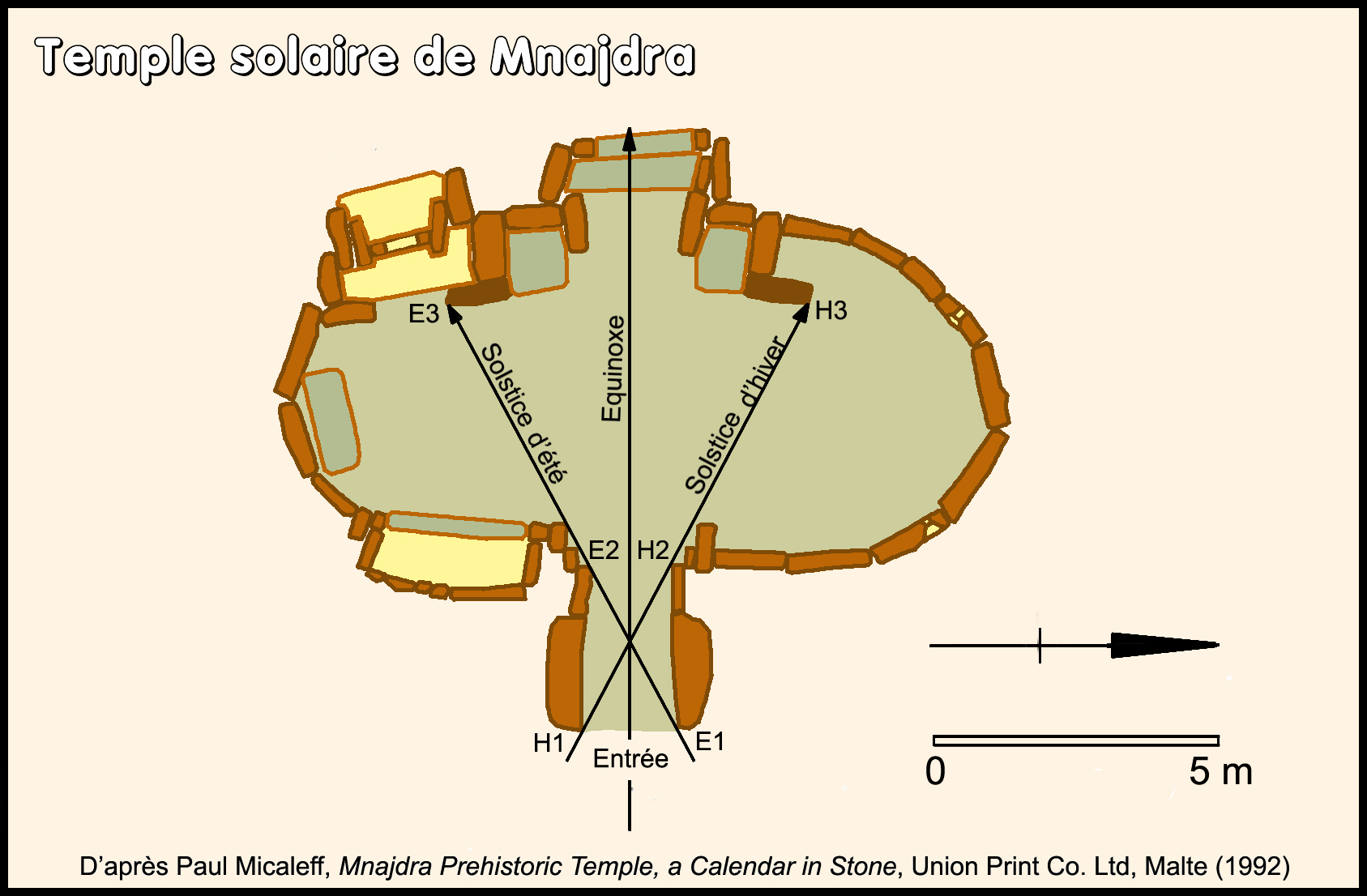
Зв'язок орієнтації однієї з будівель храмового комплексу Мнайдри з положеннями Сонця

Давні храмові комплекси Мальти (зокрема, Мнайдра) є цікавими археоастрономічними пам'ятками. Їхня орієнтація, ймовірно, пов'язана з положенням Сонця в дні весіннього й осіннього рівнодення.

## Астрономічні дослідження XVIII—XIX століть
В 1719 році мальтійський священник Карло Фарруджія написав астрономічний трактат «Математичні та філософські твердження, вибрані з елементів геометрії, космографії та астрономії, оптики та механіки з усієї філософії Арістотеля» (лат. Assertiones mathematicee, ac philosophicee ex Elementis Geometricis, Cosmographic is, & Astronomicis, Optic is, Mechanicis ex universa Aristotelis Philosophia selectee). В ньому він, зокрема, обговорював геліоцентричну модель Коперника та відкидав її як неправильну та засуджену церквою.
Створення Мальтійським орденом навчальних закладів з навігації та математики призвело до того, що більше уваги стало приділятися астрономії. Джованні Паньїні, уродженець Лукки, який багато років прожив на Мальті, в 1750 році опублікував свій «Трактат про сферу та введення в навігацію з використанням лоцманів» (італ. Trattato della Sfera ed introduzione alla navigazione per uso de'piloti). Книга містить, серед іншого, детальне порівняння чотирьох основних
систем, що пояснюють структуру Всесвіту: а саме Птолемея, Коперника, Тихо Браге, і напівкоперниковської (в якій Земля обертається навколо своєї осі, але не навколо Сонця). Паньїні обирав напівкоперниковську систему як найбільш достовірну.

Телескоп Вільяма Ласселла перед відправкою на Мальту

Мальтійський лицар і французький науковець Деода де Долом'є переконав Великого Магістра створити на Мальті астрономічну обсерваторію. Вона відкрилась в Палаці Великого Магістра 1783 року. Спостерігачем за рекомендацією Долом'є став Жан-Огюст Данго (1744—1833). Він проводив спостереження комет, але результати його роботи були суперечливі, і, зокрема, його звинувачували в підробці спостережних даних. 13 березня 1789 року обсерваторія згоріла разом з майже всіма записами спостережень. Причиною пожежі різні джерела називали влучання блискавки або експерименти Данго з фосфором.
В 1798 році Наполеон підписав наказ про створення на Мальті Центральної Школи, одним з семи професорів якої мав бути професор геометрії та астрономії, та обладнання астрономічної обсерваторії, однак ці плани ніколи не були втілені в життя.
В 1852 році, а потім в 1861—1865 роках на Мальті працював британський астроном Вільям Ласселл (майбутній президент Королівського астрономічного товариства). Він обрав Мальту місцем своїх спостережень за гарний астроклімат. Тут він побудував 122-сантиметровий телескоп і спільно зі своїм асистентом Альбертом Мартом відкрив близько 600 туманностей.

## Сучасні астрономічні організації
У жовтні 1976 року астроном-любитель Норман Стівала написав написав лист у місцеву газету, запросивши на зустріч інших любителів астрономії. В результаті 1977 року астрономи-любителі створили Астрономічну асоціацію Мальти, яка в наступні роки стала активно популяризувала астрономію через лекції, астрономічні спостереження, участь у телевізійних і радіопрограмах.
Тим часом, студенти Мальтійського університету 1978 року створили Студентський астрономічний гурток, який видавав інформаційний бюлетень «Сіріус», організовував спостереження метеорів, в 1982 році провів виставку в Національному музеї археології.
19 вересня 1984 року Студентський астрономічний гурток і Астрономічна асоціація об'єдналися, утворивши Астрономічне товариство Мальти. Тепер товариство організовує багато науково-популярних лекцій, публічні астрономічні спостереження, видає щоквартальний журнал «Великий вибух» (англ. The Big Bang Magazine), проводить власні наукові дослідження зі спостереження комет, метеорних потоків, затемнень, кількості сонячних плям, кривих блиску змінними зір.
Інститут космічних наук та астрономії був створений в Мальтійському університеті 2014 року. Інститут займається дослідженнями в галузі чисельної астрофізики, космології, радіоастрономії, викладає магістерську програму з космічних наук та астрономії, спільно з Мальтійським астрономічним товариством займається популяризацією астрономії за допомогою публічних виступів, вечірніх курсів і нічних спостережень.
Приватна Обсерваторія Флейрстар влаштована на даху житлового будинку в місті Сан-Гванн. Вона має автоматизований телескоп діаметром 25 см і спеціалізується на фотометрії змінних зір і астероїдів. Зокрема, тут було відкрито кілька нових змінних зір.